# Олимпијски комитет Совјетског Савеза
Национални олимпијски комитет Савеза Совјетских Социјалистичких Република (рус. Национальный Олимпийский комитет Союза Советских Социалистических Республик – НОК СССР) је био непрофитабилна организација представљајући спортисте из бивших држава Совјетског Савеза у Међународном олимпијском комитету. НОК СССР је организовао совјетску репрезентацију на Летњим и Зимским олимпијским играма. Примљен је у МОК 7. маја 1951. године на 45 Сесији. После распада Совјеског Савеза 1991. године, Олимпијски комитет Русије је постао правни наследник НОК СССР 1992. године.

## Председници
| Председник           | Период      |
| -------------------- | ----------- |
| Константин Андрианов | 1951 – 1977 |
| Сергеј Павлов        | 1977 – 1983 |
| Марат Грамов         | 1983 – 1990 |
| Виталиј Смирнов      | 1990 – 1992 |

## Совјетски чланови МОК
| Председник               | Период      |
| ------------------------ | ----------- |
| Константин Андрианов     | 1951 – 1988 |
| Алексеј Осипович Романов | 1951 – 1971 |
| Виталиј Смирнов          | 1971 – 1992 |
| Марат Грамов             | 1988 – 1992 |